# Cucullia arizona
Cucullia arizona är en fjärilsart som beskrevs av Smith 1905. Cucullia arizona ingår i släktet Cucullia och familjen nattflyn. Inga underarter finns listade i Catalogue of Life.